# Хохлов, Николай Евгеньевич
Никола́й Евге́ньевич Хохло́в (7 июня 1922, Нижний Новгород — 17 сентября 2007, Сан-Бернардино (Калифорния), США) — американский психолог русского происхождения; в прошлом капитан советской разведки, отказавшийся выполнять порученное ему убийство одного из лидеров НТС Георгия Околовича и оставшийся на Западе. Профессор Дьюкского университета (Северная Каролина).

## Биография

### Ранние годы
Родился 7 июня 1922 года в Нижнем Новгороде. Родители, по его словам, были «пролетарского происхождения». В школьные годы жил с матерью и отчимом-адвокатом в Москве. Интересовался театром. С 14 лет снимался в эпизодах в фильмах Протазанова и Юткевича. В 1940 году пытался поступить в Государственный институт кинематографии, но провалился на экзаменах. В сентябре того же года поступил в московскую студию эстрадного искусства на шестимесячный учебный курс, весной 1941 года выступал на концертах с эстрадным номером художественного свиста. Выступал в дуэте с Агнессой Шур, летом того же года попал в число лауреатов Всесоюзного конкурса артистов эстрады.

### Великая Отечественная война
После начала Великой Отечественной войны Хохлов, освобождённый от военной службы по зрению, поступил в истребительный батальон НКВД Октябрьского района Москвы. Снимался в кинофильме «Как закалялась сталь» Марка Донского (изначально должен был сыграть главную роль в фильме Юткевича «Испытание», который был заморожен из-за начала войны). В самом начале войны на фронте погибли и отец Николая, и отчим. 
После начала съёмок фильма Хохлов был завербован сотрудниками 2-го отдела НКВД, возглавляемого Павлом Судоплатовым. Распоряжение о вербовке отдал Михаил Маклярский, который предложил Николаю пойти в боевое подполье на случай, если немецко-фашистские войска займут Москву. Хохлов вошёл в подпольно-диверсионную группу из четырёх человек, подготавливавшуюся для диверсий в случае занятия немцами Москвы. В группе были также певица Тася Игнатова и жонглёрша Валя Нестерова: Валя, по идее Маклярского, должна была бросить в зал с немцами бомбу, замаскированную под цирковую булаву. У Хохлова некоторое время был роман с Игнатовой.
Позже Николай прошёл подготовку для действий в тылу врага в форме немецкого офицера: Хохлова решили задействовать в качестве старшего лейтенанта секретной полевой полиции, а одного из немцев по имени Карл, напарника Николая — в качестве унтер-офицера. Обоих отправили за линию фронта в 1942 или 1943 году: Николай и Карл участвовали в подготовке покушения на Вильгельма Кубе, которую успешно провела Елена Мазаник. За операцию был представлен к ордену Отечественной войны I степени, осенью 1944 года вернулся в Москву.

### Командировка в Румынии

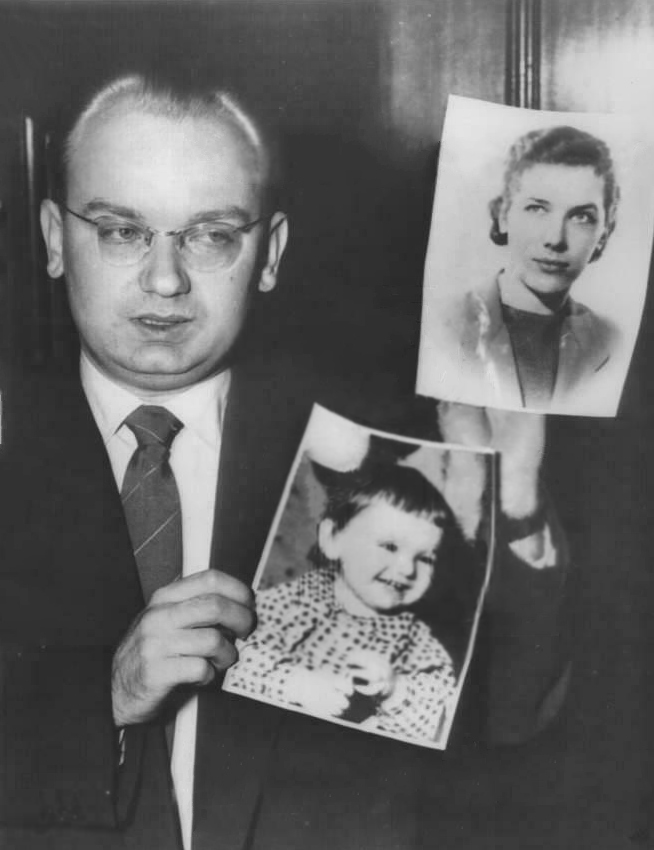
Николай Хохлов с фотографиями жены Яны и сына

В начале зимы 1945 года руководство НКВД решило после войны начать подготовку к воссозданию нелегальных резидентур за рубежом. Судоплатов предложил Хохлову отправиться работать в Румынию, а Маклярский предложил легенду польского беженца Станислава Левандовского. Хохлов не смог выучить в нужное время польский язык, и Судоплатов заявил, что готов будет перебросить Хохлова в другую страну, однако и эти планы не сбылись: Хохлов прожил четыре года в Румынии, овладев румынским и даже оформив фиктивный брак. В силу характера своей работы он выбирал друзей, не связанных с коммунистическими властями: тогда, по словам Хохлова, у него изменилось отношение к разведке. Он уверял, что у него «открылись глаза на сущность» коммунистической власти в Румынии; тогда же он задумался и о принятии православия. Хохлов потребовал от Судоплатова вернуть его в Москву и освободить от службы в разведке: хотя Хохлова вернули, из разведки его не уволили, а лишь повысили в звании (он дослужился до звания капитана КГБ). Вернувшись в Москву, он учился заочно на факультете журналистики МГУ. В 1951 году женился на Яне (Елене) Адамовне Тимашкевич, в браке родился сын.

### Попытка ликвидации Околовича
Позже Хохлов переехал в Австрию, где работал в местной резидентуре. Хохлов утверждал, что в 1952 году отказался от участия в операции по убийству Александра Керенского. Ему доверили возглавить зарубежную часть операции по ликвидации одного из лидеров НТС Георгия Околовича, проживавшего во Франкфурте. Поводом для ликвидации стали волнения рабочих в Берлине 1953 года, и Н. С. Хрущёв, который вёл борьбу против Берии, на заседании Политбюро заявил, что если не обезглавить НТС, аналогичные волнения прокатятся по СССР. С арестом Берии был арестован ряд руководителей спецслужб, в том числе Судоплатов, а на руководство разведкой был назначен Александр Панюшкин, который утвердил план задания: специально подготовленной группе из 11 человек, проживавших в Восточном Берлине, было дано распоряжение уничтожить Околовича. Убийство планировали совершить с помощью бесшумного оружия, замаскированного под пачку сигарет Chesterfield.
Хохлов привёз в декабре 1953 года двух агентов, которым передали приказ ликвидировать Околовича, в Москву. Однако сам Хохлов решил сорвать убийство: о своих намерениях он рассказал только Яне. Потенциальных исполнителей Хохлов отправил на юг Германии за оружием, которое доставил швейцарский агент в автомобильной запаске, а сам поехал в квартиру во Франкфурте, где и встретил Околовича. На встрече Николай прямо заявил о планах КГБ по ликвидации главы НТС и о своём желании предотвратить убийство, сделав его невозможным, и вернуться в Москву. Околович возразил, заявив, что вернуться Хохлов не может, и в итоге предложил ему вывезти семью на Запад. Предполагалось, что Хохлов выступит с публичным заявлением по радио, а американские журналисты заберут жену и сына в посольство. Однако, по словам Хохлова, журналисты побоялись приходить в его московский дом из соображений ненужного риска, и семья Хохлова осталась в СССР.
По словам Николая, придуманный с Околовичем план был ошибкой, о которой Хохлов «сожалел на протяжении многих лет»: как позже выяснилось, Околович должен был молчать о покушении и ограничиться просьбой вывезти семью гражданина СССР, однако он разговорился с коллегами. Коллеги из НТС, в свою очередь, передали все данные американцам, которые расценили историю с приходом советского гражданина к главе НТС как какую-то инсценировку и решили арестовать незнакомца. В итоге Хохлова арестовали на площади Оперы, где он собирался встретиться с Околовичем: Хохлов утверждал, что ЦРУ попросту проигнорировало все существующие законодательные нормы. Хохлов был допрошен ЦРУ, обсудив с ними только те детали и ту агентуру, которая становилась им известна по ходу следствия. Когда о приезде Хохлова во Франкфурт стало известно в Москве, супругу арестовали и отправили в Лефортово, однако вскоре Хохлов дал пресс-конференцию в Бонне, что, по его мнению, перепугало руководство КГБ, и они ограничились высылкой Яны и сына в Сыктывкар на пять лет (позже Яна стала инженером, а сын окончил МГУ и стал известным учёным).

### Бегство на Запад

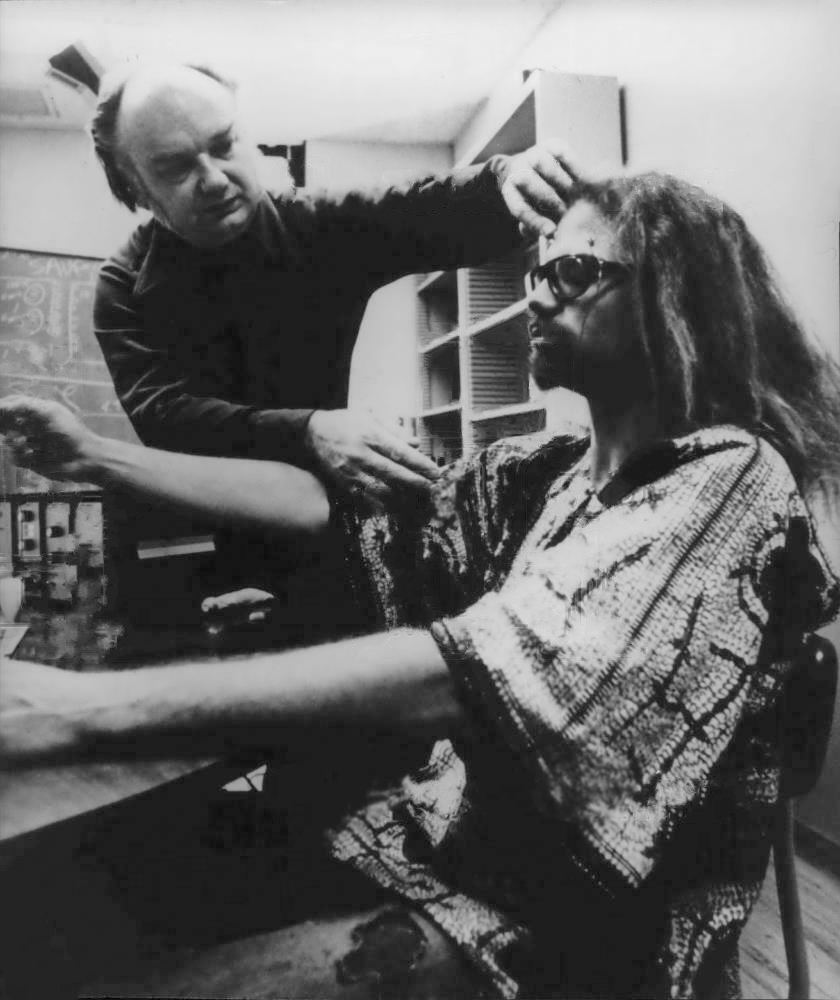
Хохлов проводит занятия

После пресс-конференции ЦРУ отправило его военным самолётом в США, поселив в доме в паре кварталов от Белого дома. Вплоть до осени Хохлов работал над серией статей для одного из журналов: когда статьи были напечатаны в ноябре-декабре 1952[уточнить] года, он получил авторские отчисления, чтобы вернуть ЦРУ небольшие суммы, взятые в долг. Позже Хохлов потребовал от Госдепартамента возвратить его в Германию или освободить от «протекции» ЦРУ. Правительство США предпочло второй вариант, позволив Хохлову проживать в США без контроля со стороны ЦРУ. В дальнейшем он занимался исключительно наукой. Хохлов написал книгу «Право на совесть», вышедшую в издательстве «Посев» в 1957 году. Книга была переведена на английский язык.

### Попытка отравления
В 1957 году был отравлен, предположительно с помощью радиоактивного изотопа (таллия или полония), но выжил после нескольких недель, проведённых в больнице. По мнению Хохлова, это была не единственная попытка отравления от агентуры Пятого управления КГБ СССР: весной в Париже 1958 года его пытались отравить, а позже во время пребывания на журналистской конференции во Франкфурте подсыпали в кофе радиоактивный таллий.

### Научная карьера
В 1959 году, находясь в ФРГ, Хохлов получил предложение от Южновьетнамского лекционного агентства сделать ряд докладов в этой стране, однако по приезде в Сайгон встретился с секретарём президента Нго Динь Зьема, который убедил Хохлова стать советником президента по борьбе против партизан. Предполагалось, что Хохлов, знакомый с тактикой и методами коммунистических партизан, уже не был зависим от разведслужб. 
Зьем ждал от Хохлова советов о том, как бороться против Вьетконга. Был разработан секретный план «Бин Мин» («Рассвет»), по которому Южный Вьетнам должен был создать партизанские отряды на севере для наступления на коммунистов, однако агенты ЦРУ в Сайгоне воспротивились. В итоге Хохлов уехал из Вьетнама в 1961 году обратно в США, а позже Нго Динь Зьем был убит путчистами. По словам Хохлова, Зьем мешал ряду американских политиков в Вашингтоне: в интервью 2004 года он утверждал, что подробности этого убийства он мог бы опубликовать в отдельной книге, однако в США высказывали боязнь перед оглашением фактов, неудобных для ЦРУ.
После Вьетнама Хохлов работал в Южной Корее на правительственной радиостанции с ежедневными передачами на русском языке и даже отправил письмо в Дьюкский университет в Северной Каролине для обучения в аспирантуре факультета психологии. Там он защитил докторскую диссертацию, получив степень по клинической и экспериментальной психологии. Он стал преподавать многомерные анализы, основанные на компьютерных программах (это был прорыв в научных изысканиях факультета), а позже стал читать на старших курсах и лекции об эзотерических философиях. С 1968 года преподавал психологию в Университете штата Калифорния (Сан-Бернардино), имел степень профессора.
В 1992 году Хохлов был помилован президентским указом Бориса Ельцина и смог приехать в Россию, чтобы встретиться со своей семьёй. В этой поездке его сопровождал лорд Бетел, член Палаты лордов от Консервативной партии. В том же году в возрасте 70 лет он ушёл на пенсию, получив от Дьюкского университета позолоченные карманные часы, которые дарились всем профессорам, уходившим на покой.
Скончался от сердечного приступа в сентябре 2007 года.

## Награды
- Орден Отечественной войны I степени[1]
- Медаль «За оборону Москвы»[1]

## Сочинения
- Право на совесть Посев. 1957.
- In the Name of Conscience (New York: David McKay, 1959).